# Madzshúl

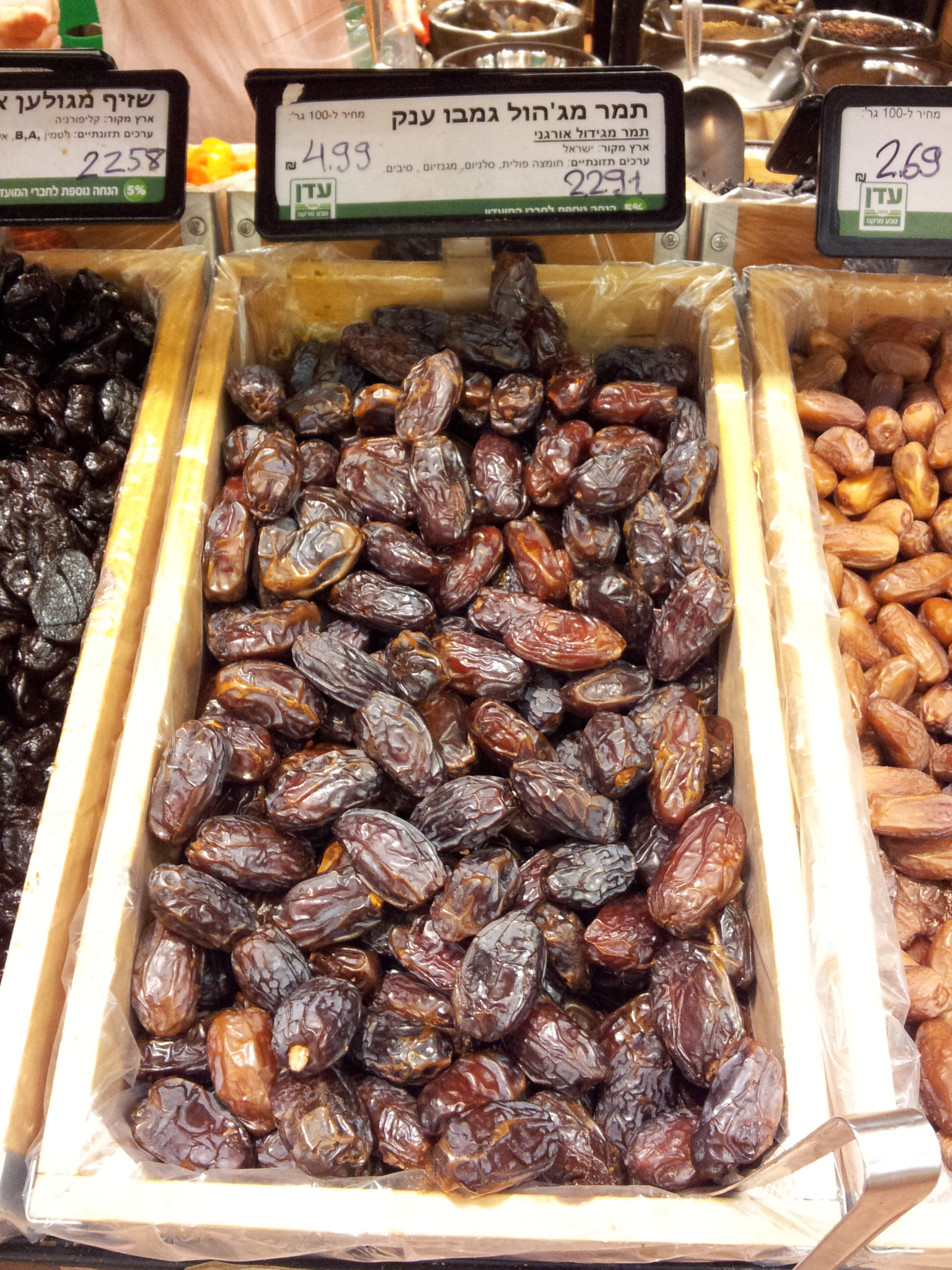
Madzshúl típusú datolya egy jeruzsálemi szupermarketben

A madzshúl, nemzetközi átírásokban medjool, medjoul, mejool vagy Majhool/Majdool (arabul: مجهول, jelentése: „ismeretlen”)  Marokkóból származó pálmafaj, a közönséges datolyapálma (Phoenix dactylifera) aszalt gyümölcse, de termesztik az Amerikai Egyesült Államokban, Izraelben, Iránban, az Egyesült Arab Emírségekben illetve Szaúd-Arábia, Dél-afrikai Köztársaság, Jordánia és Palesztina területein is. A madzshúl a közel-keleti konyha egyik fontos összetevője, és a mérete miatt ismert, édes íze és lágy, húsos szerkezete van. Úgy is ismert mint „a datolyák királya”. A 20. század közepéig kicsi és jelentéktelen gyümölcs volt. A madzshúl, ahogy ma ismert, izraeli termesztés eredménye.[forrás?]

## Története
1927-ben Franciaországból, Algériából és az Egyesült Államokból érkező szakértők küldöttsége érkezett Marokkóba, hogy megvizsgálja azt a betegséget ami sok pálmafát támadott meg az országban. A meghívó a francia kormány volt, mivel ezekben az években Marokkó Franciaország védnöksége alá tartozott. A küldöttség egyik tagja volt az amerikai fitopatológus Walter Tennyson Swingle, aki ellátogatott a Boudenib sivatagi oázisba, ami híres volt a madzshúl datolyáról, és felfedezte, hogy a termesztett 9000 pálmafa jelentős része fertőzött volt a fuzáriózissal (Bayeud-betegséggel/Fusarium oxysporum f.sp. albedinis, miután talált néhány nem fertőzött pálmafát, kérte a helyi sejktől hogy vásároljon néhány darabot és küldje el az Egyesült Államokba. 11 hajtást csomagoltak aznap éjjel és küldtek el az Egyesült Államokba, ám a behozatali szabályozás miatt öt héttel később átszállították őket dél-nevadai farmerekhez több éves komoly karanténra, és aztán Brad Valleybe, Kaliforniába, a pálmaipar fejlesztésére irányuló szándék részeként. Abban az időben, ahogy azt már említettük a gyümölcsök kisebbek voltak és kevésbé édesek voltak, mint ma, de az 1980-as évek elején Kaliforniában elkezdték a korai pálma gyümölcs hígítását a gyümölcs fejlődésének korai szakaszában, következésképp tovább maradtak érettek a datolyák és végül kétszer akkora méretűek lettek. 
Az 1950-es években az Egyesült Államokból importált Yotvata gyümölcsösben öt fát ültettek, és az 1970-es évek végén az első madzshúl üzemet is létrehozták Izraelben a Kibbutz Grofitban, az Arabah/Arava régióban, szintén amerikai közreműködéssel. Így ez a marokkói fajta lett a legismertebb és leggyakrabban ültetett izraeli fajta. Madzshúlnak (ismeretlennek) ezt nevezték el, mert ez volt az egyetlen dátolyapálma név nélkül.[forrás?]

## Termesztése, tulajdonságai
A datolyák Izraelben a Bét-Seán völgyben és az Arava-ban nőnek.  Izrael a világ legnagyobb medjool exportőre és a legtöbb export a Jordán-völgyből származik, bár az optimális éghajlati viszonyok az Arava-ban léteznek: száraz és meleg, ami lehetővé teszi, hogy a gyümölcs kiegyensúlyozott módon át tud haladni az érés összes szakaszán.[forrás?]
A madzshúlnak  olyan tápértéke van mint egy klasszikus természetes édességnek. Nem tartalmaz sok zsírt, rostokban, káliumban, magnéziumban, vitaminokban és egyéb ásványi anyagokban gazdag.[forrás?] Főzéshez és nassolnivalóként is használják. 

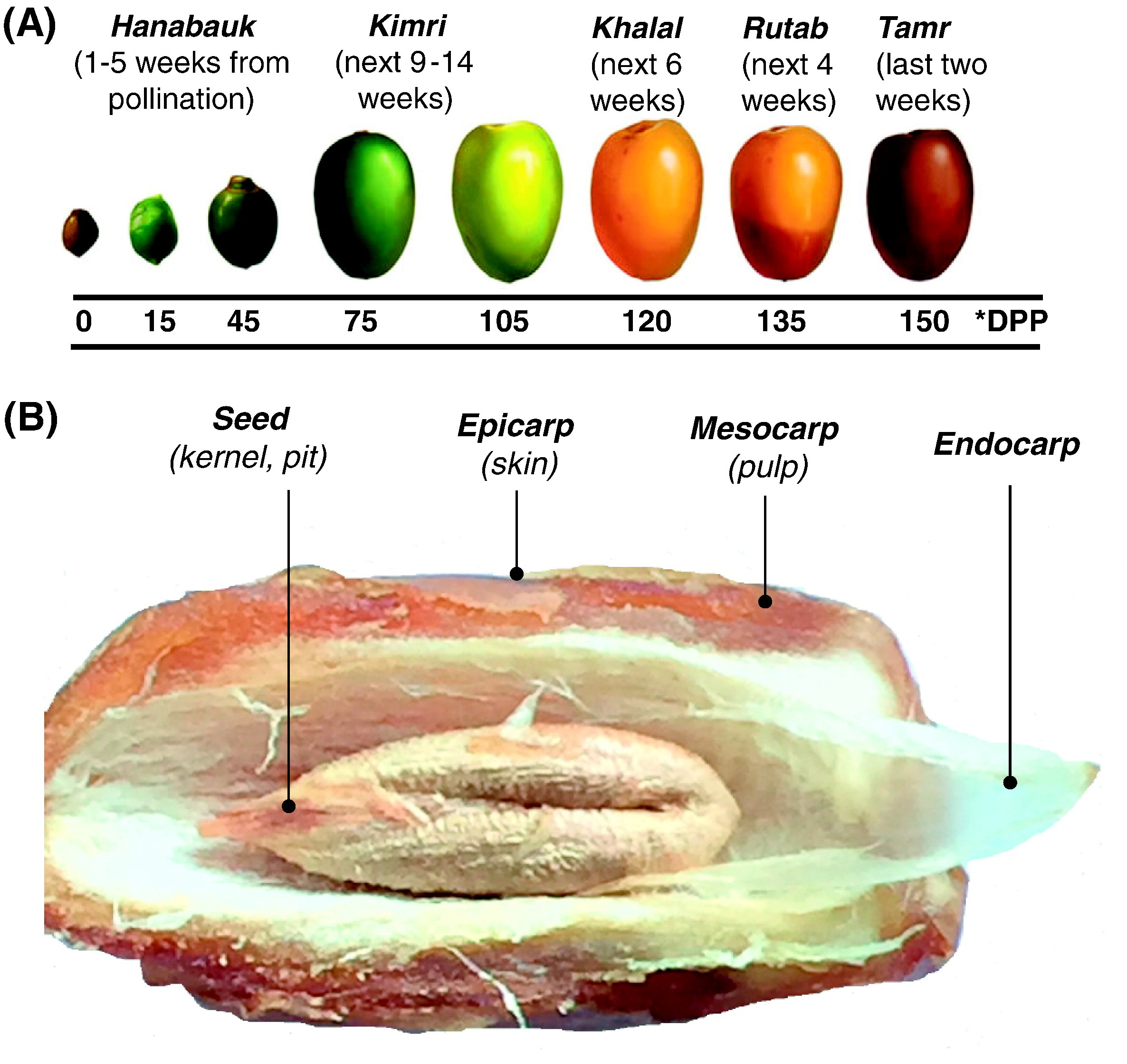
(A) Datolyapálma különböző termési fázisai a DPP (a beporzás utáni napok) szerint, ahol a Khalal, Rutab és a Tamr, a gyümölcs három ehető fázisa.
(B) A datolya anatómiája a Tamr-fázisban, amelyen látható a gyümölcshéj, a gyümölcshús, a terméshéj és a mag.

A Medjool nevet egy izraeli instrumentális zenei együttes is felvette. Az együttest az aravai Kibbutz Samarban alapították, a kibuc fő terméke a bio datolya, beleértve a madzshúlt is.